# Casuarius lydekkeri
Casuarius lydekkeri är en utdöd sydamerikansk fågel i familjen kasuarer inom ordningen kasuarfåglar. Den beskrevs 1911 utifrån fossila lämningar från pleistocen funna i grottor nära Wellington i Australien, betydligt längre söderut än nu levande kasuararter som är begränsade till norra Queensland. Den har också hittats i de centrala högländerna i Papua Nya Guinea.